# جشن پاراچیکو
جشن پاراچیکو یا پاراچیکوس (به اسپانیایی: Parachicos) یک رقص سنتی مکزیک است که در جنوب این کشور و در ایالت چیاپاس، شهر چیپا د کورزو برگزار می‌شود. در طی این جشن بزرگ، از ۴ام تا ۲۲ام ژانویه هرسال رقصنده‌ها در خیابان‌های شهر به رقص و پایکوبی می‌پردازند.
جشن، شامل انجام مراسم مذهبی، موسیقی، رقص و غذاهای محلی است که در ۱۶ نوامبر ۲۰۱۰ به فهرست میراث فرهنگی و معنوی یونسکو اضافه شد. 

## لباس و آرایش

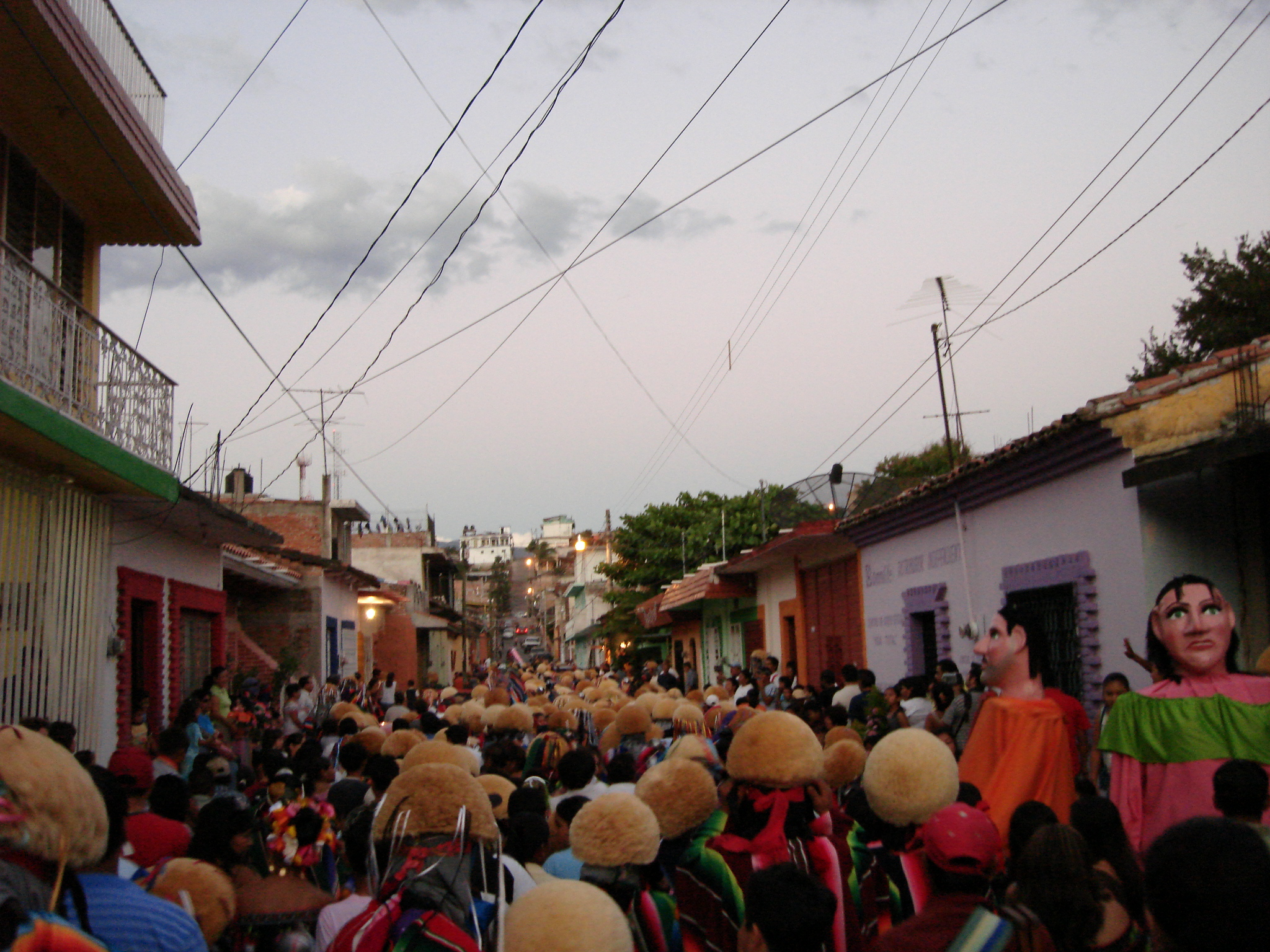
رقصنده‌های پاراچیکو در خیابان‌های شهر

در جشن پاراچیکو، افراد ماسک‌های چوبی که ویژگی‌های نژاد سفید مانند پوست روشن و چشمان آبی در آن نمایان است و در تقابل با ویژگی‌های مردم بومی است، به صورت می‌زنند.
آن‌ها همچنین لباس‌های رنگارنگ می‌پوشند و کلاه به سر می‌گذارند و با استفاده از جغجغه که به روبان‌های رنگی متصل است، تولید صدا کرده و با آن می‌رقصند.